# District de Barbezieux
Le district de Barbezieux est une ancienne division territoriale française du département de la Charente de 1790 à 1795.
Il était composé des cantons de Barbezieux, Aubeterre, Baignes, Brossac, Chalais, Deviac et Montmoreau.